# Bejtullah Destani
Bejtullah Destani, född den 13 augusti 1960 i Prizren i Kosovo i Jugoslavien, är en brittisk-albansk forskare.
Bejtullah Destani studerade statsvetenskap vid universitet i Belgrad där han år 1986 lade fram sin avhandling (ett urval bibliografiska listor om Albanien åren 1850-1984). Destani flyttade sedan till Storbritannien, på grund av Kosovokonflikten, där han har bott alltsedan 1991. Han har fortsatt att ägna sig åt albanska studier och brittisk-albanska utrikesrelationer. Han har även forskat i brittiska arkivalier och bibliotek kring Albanienrelaterade ämnen. Han grundade år 1997 Center for Albanian studies och har bidragit att utge böcker om albansk historia, kultur och språk.
År 2008, efter diplomatisk utbildning, fick han en anställning vid Kosovos ambassad i London.